# Preußische T 38
Die Fahrzeuge der Baureihe T 38 waren schmalspurige Dampflokomotiven der Preußischen Staatseisenbahnen und eine Weiterentwicklung der T 37. Zwischen 1914 und 1919 wurden insgesamt 27 Exemplare geliefert. Die Deutsche Reichsbahn übernahm elf Fahrzeuge und gab ihnen die Nummern 99 411–99 421.

## PKP-Baureihe Tx6

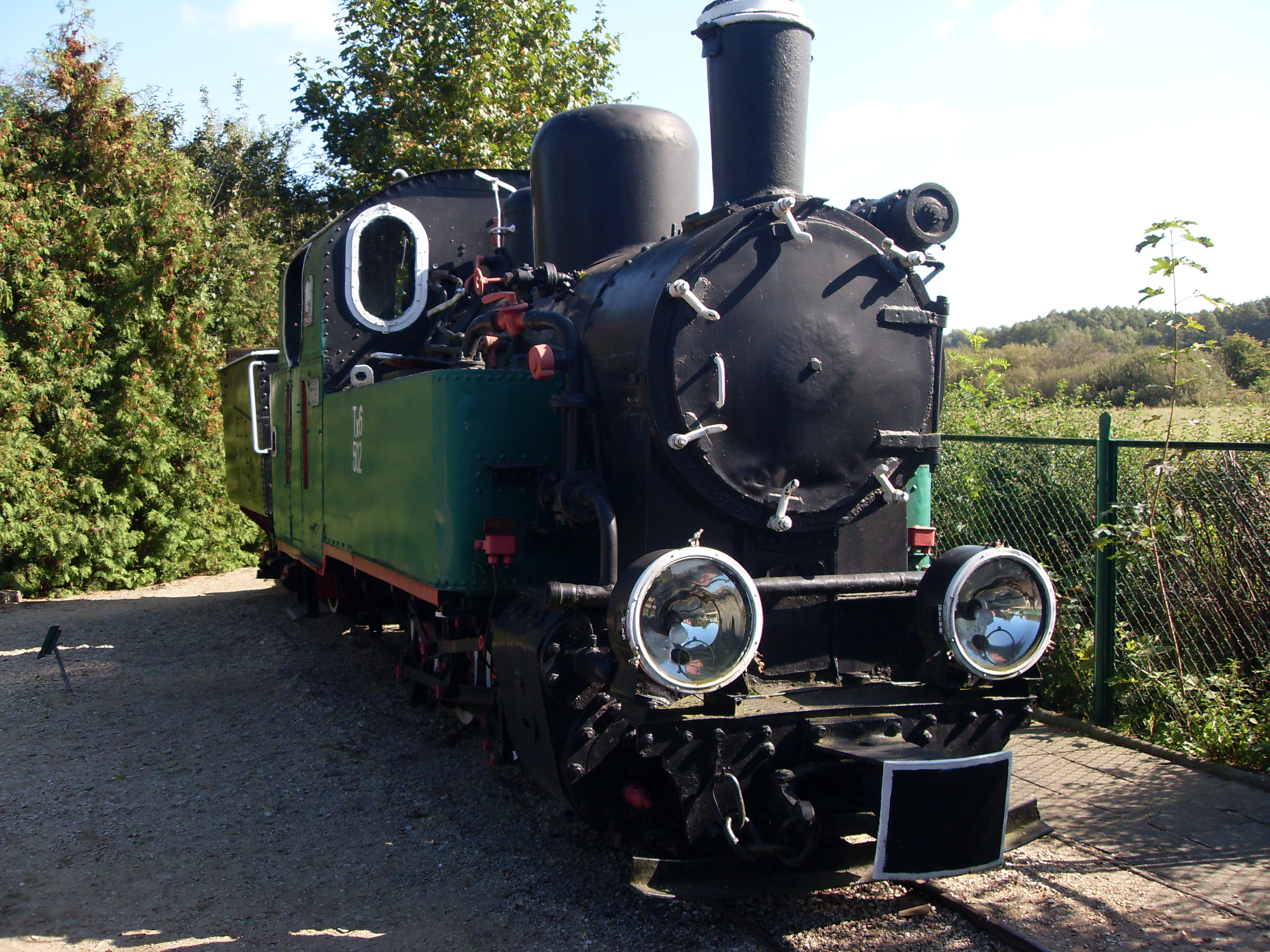
Tx6 in Museum in Wenecja (Polen)

16 Lokomotiven kamen zur PKP und wurden als Tx6 geführt. Nach der Besetzung Polens erhielten sie die inzwischen frei gewordenen Nummern 99 401–413 und 99 419–421. Einige Lokomotiven der Tx6 waren noch bis 1960 im Einsatz.

## Technische Ausführung
Die Fahrzeuge waren die ersten Heißdampflokomotiven für die oberschlesischen Schmalspurstrecken. Aufgrund der sehr engen Fahrzeugbegrenzungslinie hatten sie hoch liegende, schräge Zylinder und bekamen dadurch ein sehr eigenwilliges Aussehen.
Wie die T 37 hatten die Loks einen Außenrahmen. Auch hier war die dritte Achse die Treibachse und die Steuerung war von der Bauart Heusinger. Die zweite und dritte Achse waren fest im Rahmen gelagert, die Endachsen waren als Hohlachsen ausgeführt und über ein Bisselgestell radial einstellbar.
Wie bei den oberschlesischen Bahnen üblich, hatten sie zwei seitliche Puffer und eine mittige Kupplung. Beheimatet waren die Loks in Bobrek-Karf.
Die Fahrzeuge konnten 1,5 Tonnen Kohle und 3,5 m³ Wasser aufnehmen, die Kohle war hinter dem Führerhaus untergebracht.